# Liste der Nintendo-Switch-Spiele/E
| Titel                                                    | Entwickler                          | Herausgeber                               | Genre                          | Handel | Veröffentlichung D/A/CH                  |
| -------------------------------------------------------- | ----------------------------------- | ----------------------------------------- | ------------------------------ | ------ | ---------------------------------------- |
| Eagle Island                                             | Screenwave Media                    | Screenwave Media                          | Adventure                      | Nein   | 18. Juli 2019                            |
| Earth Atlantis                                           | Pixel Perfex                        | Headup Games                              | Shoot 'em up                   | Nein   | 5. Oktober 2017                          |
| Earth Wars                                               | oneoreight                          | oneoreight                                | Action-Rollenspiel             | Nein   | 25. Januar 2018                          |
| Earthfall: Alien Horde                                   | Nimble                              | Nimble                                    | Ego-Shooter                    | Nein   | 29. Oktober 2019                         |
| Earthlock                                                | SnowCastle Games                    | SnowCastle Games Retail: Super Rare Games | Rollenspiel                    | Ja     | 8. März 2018 Retail: 23. Mai 2019        |
| EarthNight                                               | Cleaversoft                         | Cleaversoft                               | Platformer                     | Nein   | 3. Dezember 2019                         |
| Earthworms                                               | All Those Moments                   | All Those Moments                         | Adventure                      | Nein   | 23. August 2018                          |
| Eat Beat Deadspike-san                                   | Arc System Works                    | Arc System Works                          | Rhythmusspiel                  | Nein   | 21. März 2018                            |
| Eclipse: Edge of Light                                   | White Elk                           | White Elk                                 | Adventure                      | Nein   | 30. Januar 2020                          |
| Edgar - Bokbok in Boulzac                                | La Poule Noire                      | La Poule Noire                            | Adventure                      | Nein   | 26. Februar 2020                         |
| Edna & Harvey: Harveys neue Augen                        | Daedalic Entertainment              | Daedalic Entertainment                    | Adventure                      | Ja     | 14. August 2019 Retail: 15. Oktober 2019 |
| Eekeemoo: Splinters of the Dark Shard                    | Cooply Solutions Goldborough Studio | Cooply                                    | Adventure                      | Nein   | 2. August 2018                           |
| Eggggg - The platform puker                              | Hyper Games                         | Hyper Games                               | Platformer                     | Nein   | 31. Januar 2019                          |
| Ego Protocol: Remastered'+                               | No Gravity Games                    | No Gravity Games                          | Platformer                     | Nein   | 21. Februar 2020                         |
| ELEA: Paradigm Shift                                     | Kyodai                              | Kyodai                                    | Adventure                      | Nein   | 7. Februar 2020                          |
| Electronic Super Joy                                     | Loot Interactive                    | Hard Copy Games                           | Platformer                     | Nein   | 28. November 2019                        |
| Elevator… to the Moon! Turbo Champion’s Edition          | ROCCAT Games Studio                 | Arcade Distillery                         | Adventure                      | Nein   | 15. März 2019                            |
| Eliza                                                    | Zachtronics                         | Alliance                                  | Adventure                      | Nein   | 10. Oktober 2019                         |
| Ellen                                                    | JanduSoft                           | JanduSoft                                 | Adventure                      | Nein   | 13. September 2019                       |
| Elli                                                     | BandanaKid                          | BandanaKid                                | Platformer                     | Nein   | 10. Januar 2019                          |
| Elliot Quest                                             | Ansimuz Games                       | PlayEverWare Games                        | Adventure Rollenspiel          | Nein   | 19. Oktober 2017                         |
| Ember                                                    | N-Fusion                            | N-Fusion                                  | Adventure Rollenspiel          | Nein   | 21. Januar 2020                          |
| Embers of Mirrim                                         | Creative Bytes                      | Creative Bytes                            | Plattformer                    | Nein   | 7. Dezember 2017                         |
| Emio – Der lächelnde Mann: Famicom Detective Club        | Nintendo EPD, Mages                 | Nintendo                                  | Visual Novel                   | Ja     | 29. August 2024                          |
| Emma: Lost in Memories                                   | JanduSoft                           | JanduSoft                                 | Platformer                     | Nein   | 15. Mai 2020                             |
| Enchanted in the Moonlight - Kiryu, Chikage & Yukinojo - | Voltage                             | Voltage                                   | Visual Novel                   | Nein   | 30. April 2020                           |
| Enchanting Mahjong Match                                 | D3 Publisher                        | D3 Publisher                              | Mahjong                        | Nein   | 15. März 2018                            |
| Energy Balance                                           | Sometimes You                       | Evgeniy Kolpakov                          | Puzzle                         | Nein   | 16. Januar 2018                          |
| Energy Cycle                                             | Sometimes You                       | Evgeniy Kolpakov                          | Puzzle                         | Nein   | 25. Dezember 2017                        |
| Energy Cycle Edge                                        | Sometimes You                       | Sometimes You                             | Puzzle                         | Nein   | 5. Dezember 2017                         |
| Energy Invasion                                          | Sometimes You                       | Evgeniy Kolpakov                          | Puzzle                         | Nein   | 10. Januar 2018                          |
| Enigmatis 2: The Mists of Ravenwood                      | Artifex Mundi                       | Artifex Mundi                             | Puzzle                         | Nein   | 25. Mai 2018                             |
| Enter the Gungeon                                        | Dodge Roll                          | Devolver Digital                          | Action-Adventure               | Nein   | 18. Dezember 2017                        |
| Epic Astro Story                                         | Kairosoft                           | Kairosoft                                 | Simulation                     | Nein   | 27. Juni 2019                            |
| Epic Clicker Journey                                     | Cleversan Software                  | Ultimate Games                            | Adventure                      | Nein   | 6. August 2019                           |
| Epic Loon                                                | Ukuza                               | Ukuza                                     | Platformer                     | Nein   | 13. Juli 2018                            |
| Epic Word Search Collection                              | Lightwood Games                     | Lightwood Games                           | Puzzle                         | Nein   | 19. März 2020                            |
| EQQO                                                     | Nakana.io                           | Nakana.io                                 | Puzzle                         | Nein   | 7. Februar 2020                          |
| Escape Doodland                                          | QubicGames                          | QubicGames                                | Action                         | Nein   | 30. November 2018                        |
| Escape First                                             | OnSkull Development                 | OnSkull Development                       | Adventure Puzzle               | Nein   | 17. Februar 2020                         |
| Escape From Chernobyl                                    | Atypical Games                      | Atypical Games                            | Adventure Shoot ’em up         | Nein   | 23. Januar 2020                          |
| Escape from the Universe                                 | CAT-astrophe Games                  | CAT-astrophe Games                        | Shoot ’em up                   | Nein   | 13. August 2019                          |
| Escape Game: Aloha                                       | Silver Star                         | Silver Star Japan                         | Puzzle                         | Nein   | 24. Mai 2018                             |
| Escape Trick: 35 Fateful Enigmas                         | INTENSE                             | D3 Publisher                              | Adventure                      | Nein   | 15. Februar 2018                         |
| ESport Manager                                           | InImages                            | Ultimate Games                            | Simulation                     | Nein   | 27. August 2019                          |
| eSports Legend                                           | 90Games                             | Coconut Island Games                      | Simulation                     | Nein   | 23. April 2020                           |
| Estiman                                                  | Kool2Play                           | Arts Alliance                             | Action                         | Nein   | 7. Februar 2019                          |
| Eternal Card Game                                        | Dire Wolf Digital                   | Dire Wolf Digital                         | Strategie                      | Nein   | 8. Oktober 2019                          |
| Eternum Ex                                               | Zerouno Games                       | Zerouno Games                             | Plattformer                    | Nein   | 25. Oktober 2018                         |
| Etherborn                                                | Altered Matter                      | Altered Matter                            | Platformer                     | Nein   | 18. Juli 2019                            |
| European Conqueror X                                     | Circle Entertainment                | Circle Entertainment                      | Strategie                      | Nein   | 7. Mai 2019                              |
| Evan's Remains                                           | Whitethorn Digital                  | Whitethorn Digital                        | Adventure Platformer           | Nein   | 11. Juni 2020                            |
| Event Horizon                                            | Drageus Games                       | Drageus Games                             | Action-Rollenspiel             | Nein   | 29. März 2019                            |
| Event Horizon: Space Defense                             | Drageus Games                       | Drageus Games                             | Action-Rollenspiel             | Nein   | 13. Dezember 2019                        |
| Everdark Tower                                           | Kemco                               | Kemco                                     | Rollenspiel Adventure          | Nein   | 22. August 2019                          |
| Everspace: Stellar Edition                               | ROCKFISH Games                      | ROCKFISH Games                            | Shoot ’em up                   | Nein   | 11. Dezember 2018                        |
| Everybody 1-2-Switch!                                    | Nintendo EPD, NDcube                | Nintendo                                  | Party                          | Ja     | 30. Juni 2023                            |
| Evil Defenders                                           | Crazy Panda                         | Crazy Panda                               | Strategie                      | Nein   | 14. Mai 2019                             |
| Evoland Legendary Edition                                | Shiro Games                         | Shiro Games Retail: Super Rare Games      | Rollenspiel                    | Ja     | 7. Februar 2019 Retail: 17. Oktober 2019 |
| Exception                                                | Traxmaster Software                 | Traxmaster Software                       | Adventure                      | Nein   | 13. August 2019                          |
| Exit the Gungeon                                         | Dodge Roll                          | Devolver Digital                          | Action-Adventure               | Nein   | 17. März 2020                            |
| Exorder                                                  | Fat Dog Games                       | Fat Dog Games                             | Rundenbasiertes Strategiespiel | Nein   | 27. September 2018                       |
| Explosive Jake                                           | Pigeon.Dev                          | Sometimes You                             | Puzzle                         | Nein   | 18. März 2020                            |
| Extreme Poker                                            | Drageus Games                       | Drageus Games                             | Kartenspiel                    | Nein   | 14. August 2018                          |
| Extreme Trucks Simulator                                 | A Nostru                            | SC Ovilex Soft                            | Simulation                     | Nein   | 10. Januar 2020                          |